# Neoctoplon brunnipenne
Neoctoplon brunnipenne är en skalbaggsart som först beskrevs av Martins 1960.  Neoctoplon brunnipenne ingår i släktet Neoctoplon och familjen långhorningar. Inga underarter finns listade i Catalogue of Life.